# Trata de esclavos en el Perú
En la Historia del Perú la población africana figura desde los albores de la conquista, específicamente la capitulación de Toledo, en que autorizó a Francisco Pizarro a traer al Perú.

Cincuenta esclavos negros, entre los cuales haya, a lo menos, un tercio de hembras.

Se sabe por algunos cronistas como Cieza de León, que 

Un negro fue quien le salvó la vida a Diego de Almagro en la peripecia de Pueblo Quemado, donde fueron duramente atacados por los aborígenes.

El historiador Lookap[cita requerida] reconoce la importancia del negro en las exploraciones de los españoles en la exploración y conquista, mientras unos se cubrían de gloria, sus desconocidos compañeros vivieron y murieron en el más completo anonimato.

El capitán mandó (ó) Alonso de Molina y a un negro a que fuesen con el cacique, se le acercaron los naturales, mirabánlo, haciéndolo lavar como lo veían negro, para ver si su negro era color o confección puesta, más el, echando su dientes blancos de fuera, se reía, y llegaba a otros verlo que no le daban lugar a comer.

Los primeros negros africanos en pisar tierra en la zona de Tumbes, fueron traídos por Francisco Pizarro, antes de firmarse la Capitulación de Toledo. Desde la exploración de la costa del pacífico sur fue un primer episodio donde el negro africano estuvo de lado del ibérico conquistador.
El segundo episodio de tal mencionada conquista es la lucha por el botín y tierras que origina las sangrientas guerras civiles entre los conquistadores. Aquí, los negros participan como carne de cañón en esas disputas de lado de los caudillos afortunados y otras al servicio de los rebeldes que se enfrentan a la corona y otros fieles a las armas del rey. Un ejemplo de ello fue en el movimiento encabezado por Gonzalo Pizarro, cuando un negro que estaba a su mando a golpe de alfanje decapitó en Añaquito, al virrey don Blasco Nuñez de Vela.
Posteriormente, los negros africanos tomaron parte activa en la revuelta de Francisco Hernández Girón que cierra el agitado período de las guerras civiles en la iniciación del coloniaje. Un batallón de 150 africanos organizado por él, en la Batalla de Pucará, en vez de combatir se dedicó al saqueo, contribuyendo así a la derrota de su caudillo.
A su vez el leal capitán Gómez Arias Dávila, vecino de Huánuco, utilizó como auxiliares a sus esclavos negros para dominar al rebelde Girón. Refiriéndose a Huánuco, Guamán Poma menciona que "indios y negros no han servido tanto a su majestad como en esta ciudad". Esto da clara muestra de cómo se iba formando la estructura social de los negros en el Perú.

## La llegada de los misioneros y su implicación en el proceso colonial del Perú
No podemos aislar ningún proceso histórico en el contexto de la historia.
Es por ello que debemos referirnos a los misioneros que no sólo ayudaron a la corona a cristianizar a los aborígenes, sino que constituyen poco a poco en ser los verdaderos colonizadores. Tal como lo manifestara Mariátegui (7 Ensayos de Interpretación de la Realidad Peruana), Las únicas falanges de verdaderos colonizadores que nos envió España fueron las misiones de jesuitas y domínicos.
Ambas congregaciones, especialmente la de Jesuitas, crearon en el Perú interesantes núcleos de producción. Los jesuitas asociaron en su empresa el factor religioso, político y económico, con principios similares que en Paraguay. Esta función de las congregaciones está en el proceso mismo de la conquista. A continuación una relación de las primeras misiones en el Perú.
- Los dominicos (1532), que llegaron con Pizarro, Fray Vicente Valverde, fundando luego los principales conventos en el Perú, como: Cuzco, Chincha, Arequipa, Jauja, Trujillo, Chucuito, otros.
- Los franciscanos (1533), levantando conventos en Quito y Lima.
- Los mercedarios (1533), recibiendo encomiendas de manos de Francisco Pizarro, actuaron activamente en la conquista de Chile, rebelión de Gonzalo Pizarro.
- Los agustinos (1553), fundando conventos en la costa, sierra del norte y el centro.
- Los jesuitas (1568), últimos en ser aceptados por el rey, utilizaron el sistema de reducciones, uno de los mecanismos para crear sus haciendas y poder hacer su trabajo de catequización, sus colegios fueron los primeros en la colonia.

## Aspecto social
Como en el resto de las colonias en América, tuvo un innegable sentido racista.
Al mencionar racismo es tema aparte pero, sólo en esta mención del profesor Javier Prado, podemos tener idea de cómo él consideraba al negro en el Perú colonial.

Los negros considerados como mercancía comercial, e importados a la América, como máquinas humanas de trabajo, debían regar la tierra con el sudor de sus frentes, pero sin -fecundarla, sin dejar frutos provechosos... es en el organismo social un cáncer que va corrompiendo los sentimientos y los ideales nacionales.

Para él, el esclavo es improductivo en el trabajo, que nunca debió mezclar su sangre con la de otras, sea blanca o indígena. Claro está que cada raza marcaba en realidad la órbita de una y la ubicación de cada individuo en la sociedad dependía del color de su piel.
República de españoles, formaba la alta clase social, república de indios, mestizos que pertenecían a la clase intermedia. Mientras los runacunas-indígenas y negros formaban las clases oprimidas en la base piramidal social. Aunque los primeros eran protegidos por el consejo de indias, considerados menores de edad y sujeto a patronato. Los segundos, en cambio eran esclavos ante la ley, mercancías “Piezas de ébano”, que compraban y vendían al mejor postor. Por esas diferencias entre ambas razas sólo existían en el texto de las leyes y ordenanzas. La vida se encargaba de incumplir los mandatos teóricos, y ella unía a ambas razas – indígenas y negra – en el común denominador de un mismo trato inhumano e inacabable explotación.

## Contratos de compra venta de esclavos

### Venta
En los contratos de compra-venta, el esclavo era un objeto.
El historiador Frederick Bowser hace mención:
“que el esclavo africano no tenía más dignidad que un caballo”.
Porque al comprarlo se le revisaba previamente su condición física, atendiendo a cualquier posible lesión, el estado de su dentadura, sus antecedentes y al momento de fijar el precio, aparte de estas circunstancias importaba saber si era nacido en América (ladino o criollo), si recién había arribado del África (Bozal), pero de ninguna manera podían ser gelofes (nombre que se daba a los negros africanos con influencia de la región islámica).
Los negros africanos eran vendidos a través de las siguientes modalidades:
- Alma en boca: Significaba que la pieza de ébano era vendida en pleno uso de sus facultades, es decir, sano y con óptima predisposición para el trabajo.
- Costal de huesos: Que podía el negro esclavo tener enfermedad oculta, de la que no se hacía responsable el vendedor, a menos que fuese epilepsia.
- Con todas sus tachas: Que podían resultar después un facineroso, cimarrón, de lo que tampoco se responsabilizaba el traficante negrero.

Además de estas modalidades de venta, el comerciante negrero otorgaba una carta de venta que significaba el título de propiedad.
Para evitar ello, el virrey Marqués de Gualdacázar (D. Diego Fernández de Córdova, 1622-1628) ordenó que los cargamentos de negros procedentes de Panamá, Valparaíso, Buenos Aires, Portobelo, Cartagena u otras zonas, antes de ingresar a Lima, permanecieron en cuarentena de observación en una chacra a no menos de una legua de distancia de la ciudad, vencido este plazo eran conducidos encadenados de dos en dos, a los arrabales (lugares rurales que sirvieron de mercado y abrigo de negros esclavos) donde permanecían a la intemperie hasta que se encuentre un comprador para ellos, cobrando un peso por cada uno de ellos.
El virrey conde de Chinchón (D. Fernández de Cabrera y Bobadilla 1628-1639) dispuso que se construyera un gigantesco galpón público para alojar a los esclavos africanos en el barrio de San Lázaro, posteriormente se instaló en el barrio de Malambo (Lima); para que después de estos negros, sean trasladados a diferentes zonas costeras, como Piura, Cañete, Chincha, Pisco, Ica, entre otros.
Entre los siglos XVI- XVII el precio de un negro mínimo entre 6 a 40 pesos, pero se fue incrementando a medida que se necesitaba más mano de obra y  la prosperidad de algunas familias, que mejoraba su situación económica en base al comercio.
Este incremento lo podemos observar en un contrato de compraventa en el siglo XVIII – 1762, fuente proporcionada por el Archivo General de la Nación, donde se estipula lo siguiente:

Entre 1760-1810 el precio promedio de un esclavo joven, en buen estado físico fluctuó entre 400 a 650 pesos, lo que en términos racistas de la época era una herramienta de trabajo, fue también un artículo de lujo.

Con ello se puede apreciar que entre 1740-1810 el precio promedio de un esclavo joven, en buen estado físico fluctuó entre 400 a 650 pesos, lo que en términos racistas de la época era una herramienta de trabajo, forma parte de un artículo de lujo. Por eso los comerciantes denunciaban que en Lima el esclavo costaba más que en Buenos Aires. En 1813 Gaspar Rico fue más preciso al señalar que mientras en Perú el precio de un esclavo sobrepasaba los 500 pesos, en Argentina su valor fluctuaba entre los 180 y 200 pesos.

### Alquiler de esclavos
Un aspecto poco difundido y muy importante es el hecho que, desde los primeros años del coloniaje, los indígenas poseían esclavos.
Este privilegio lo señala Hart-Terré, no se reservaba a “ciertos indios”, sino a todos aquellos que estuvieran en capacidad de adquirirlos, poseer esclavos era tener un lujo. Cuando el artesano o comerciante indio no disponía de los medios para comprar un esclavo, tenía la opción de alquilarlo, sin embargo, debía asumir la responsabilidad de su comida, vestimenta y salud.

Que la compra o alquiler de negros esclavos, no se reservaba a ciertos indios, sino a todos aquellos que estuvieran en capacidad de adquirirlos, poseer esclavos, era tener un lujo

Cuando el artesano o comerciante español o indígena, no disponía de los medios para comprar un esclavo negro tenía la opción de adquirirlo mediante el alquiler, sin embargo, debía asumir la responsabilidad de su comida, vestido y salud; y si no cumplía con ello lo devolvía de acuerdo, como se le había rentado.
Claro ejemplo lo describe el historiador chinchano Cánepa Pachas, al referirse del:

Marquéz de Vallehumbroso en Cañete; que para zafra o corte de la caña madura, o parte de la molienda en el “trapiche” o ingenio, contrató o alquiló a los señores Carrillo de Albornoz, hombres y mujeres negros jóvenes, por dos o tres meses, para que laboren en dicha zona de Cañete, muchas veces regresando embarazadas.

El esclavo vendido o alquilado, era una inversión que tenía que ser rentable y productiva, pero esto no quería decir que el hecho de ser propietario de esclavo negro, no podía disponer de él a su antojo y quedara permitido a cualquier abuso.
Son pocos los casos de esclavos negros o alquilados, que consiguieron cambios en esta situación e incluso llegaron a imponer condiciones a sus amos, pero estas no fueron suficientes para desterrar, la idea que eran un objeto, cualquier cosa e instrumento de trabajo.

### La Carimba como sello distintivo
Eran costumbres que las compañías o personas con quienes se celebraba el “a de negros”, es decir que tenían privilegios de importación.
Marcaban cada Pieza de ébano, como hasta ahora se realiza con el ganado. Al negro se le colocaban un signo distintivo puesto en las espaldas, con un fierro hecho al rojo incandescente. A este acto se le llamaba “LA CARIMBA”, también se usaba el hierro candente para castigar al esclavo. Tan bárbara costumbre movió a compasión al arzobispo Santo Toribio de Mogrovejo que recomendó que a los negros no se le castigase con crueldad, mayormente con brea o con hierro incandescente. Esta práctica de la Carimba fue suprimida, por las demás críticas recibidas en 1784. Sin embargo, fue recién por la real cédula emitida en mayo de 1789 cuando fue suprimida.

## Principales puertos y rutas del comercio negrero en el Perú
Dentro de los grandes puertos de tráfico de negros-esclavos, son: Sevilla, Cádiz (España). Cartagena (Colombia), la feria de Portobelo (Panamá), La Guaira (Venezuela). Cumanana (Venezuela), Buenos Aires (Argentina), Permambuco (Brasil), Paita, Lima y Callao (Perú), entre otros.
Establecidos los negros esclavos en el Perú, realizaban su trayectoria por las principales rutas que eran:
1. Camino costero hacia el Norte: Lima – Tumbes, pasando por todos los valles de la costa norte.
2. Camino costero hacia el Sur: Lima – Chincha (Puerto de Tambo de Mora), Pisco – Ica, Nasca – Arequipa – Arica.

Y otros negros esclavos a menor cantidad su camino era de Lima cualquier punto de la sierra.

## Relación entre indígenas y afros
Mucho se ha escrito sobre la hostilidad existente entre negros e indígenas, y es un hecho que no se puede negar, sin embargo, Bastide asegura que muchas de estas desavenencias fueron fomentadas y sostenidas por los blancos de manera voluntaria y artificial, pues entre los españoles y portugueses existió el temor de un levantamiento contra ellos por parte de ambos grupos étnicos unidos entre sí.
Rigurosamente se prohibía el trato sexual entre negros e indígenas, la ordenanza de Carlos V en 1555, concedió a la Audiencia de Lima que los negros puedan tener una manceba o esposa indígena, con la pena de ser castrado si era esclavo y si era libre sufría el destierro. A las negras que fornicasen con indígenas se le cortaba las orejas. Dentro de este contexto, el negro e indígena fue sometido a un mismo trato inhumano.
Pero el esclavo negro aparece con actitudes cambiantes. Al referirnos a la situación de los esclavos negros y sus relaciones con los indios, veamos el testimonio de Huamán Poma; Según él, los esclavos de los corregidores y de los encomenderos eran muy atrevidos, pues sus amos consentían sus atropellos para con los indígenas.
Huamán Poma juzgaba mejor a los bozales, es decir, a los negros recién llegados de África al Perú, por no estar contaminados y corrompidos por los negros criollos que se habían vuelto borrachos, pendencieros, ladrones y bellacos. La culpa, la tenía: El maldito de su amo español, y peor son las mujeres, que con poco temor de Dios y de la justicia, los maltratan, no les dan de comer ni de vestir, andan desnudos.
Los malos tratos empujaron a los esclavos a huir; así, por no tener recursos para vivir, se convertían en salteadores y maleantes.
Sólo cabe mencionar un ejemplo para esa actitud, el curaca de Pachacámac denunció ante el cabildo de Lima, cuando el alzamiento de Gonzalo Pizarro. Un mayordomo español del encomendero Hernán Gonzales, mató a un indio por negarse él a regar su chacra. 
Esto dio lugar a que dos negros del encomendero cometiesen distintas maldades contra los naturales, quitándoles sus riegos, robándoles sus cosechas, pegándoles y hundiendo sus cabezas en los canales de riego.
De lo señalado, vemos a negros, mulatos y zambos siguiendo fielmente la actitud hispana; debido a las legislaciones bárbaras contra ellos. Según para algunos historiadores, a los negros era menos peligroso atacar a los indígenas desarmados e indefensos que arriesgase a luchar contra los españoles.
¿Por qué, entonces pedir a los esclavos un comportamiento diferente y más humano, si los cristianos se comportaban con semejante despreocupación y crueldad?, ¿Quiénes sentaban los antecedentes?, ¿Quiénes daban el ejemplo a seguir?
A pesar de la asimilación cultural del negro a las costumbres españolas, el indígena era considerado superior al negro, así lo contemplaban las leyes indias.
La legislación negaba, sin embargo, al indígena el derecho de poseer esclavos, ordenanza que no se acató en su totalidad y que poco a poco cayó en desuso. En los primeros siglos de la colonia, los curacas, que supieron mantener su categoría de señores étnicos, no tardaron en adquirir africanos. Existen jefes indígenas que poseían esclavos, como Don Luis de Colán, que en su testamento de 1622 manifestaban tener cinco esclavos negros y un pequeño criollo nacido en Piura.
En años posteriores también hallamos una cacique de Lurín y de Pachacámac, doña Manuela Taulichumbi Saba Tápac Luga, quien en su testamento decía poseer cuatro esclavos negros.
Se puede asegurar que la enemistad entre negros e indígenas fue más bien fomentada que real; y que no existió un elemento étnico o cultural que impidiera o se opusiera a la fusión de creencias y razas.

## Aspecto económico

### Alimentación y sufrimiento, enfermedades de los afros esclavos del Perú
Hart–Terré encontró en una planilla de gastos de manutención de esclavos negros, afirmando que su dieta se hacía sobre la base de zapallo, camote, pan, pescado, algo de carne, menudencias de animales, ron, chicha. Debido a esa alimentación estaban propensos a diferentes plagas traídas por los europeos (como la viruela, epilepsia, fiebre tifoidea, sarampión, entre otras). Sufrieron como ningún otro, lo seleccionaron sobre la base de sus condiciones físicas, que los convirtió en opinión de Mornen en una raza de élite biológica.
No todos los negros en el Perú eran esclavos y africanos. Había negros que venían con diferentes grados de aculturación o hispanización (evangelización), según su lugar y formación de origen. Ejemplo, los negros africanos capturados y vendidos como esclavos eran “bozales”, no tenían ninguna experiencia laboral, ni hablaban el idioma. Los nacidos en América eran ladinos, poseían experiencia laboral y hablaban español. En su mayoría eran mulatos.

## Situación actual
A pesar de su abolición, en 2022 aún existe el trabajo forzoso en que, según IEP, el 3.4 millones de trabajadores fueron víctimas de dicha actitud.